# 両税法
両税法（りょうぜいほう）は、中国において唐中期から明中期まで行われた税制のことである。夏と秋の二回徴税されるのでこの名前がある。均田制の破綻により租庸調制が改正され施行された。

## 歴史

### 両税（地税，戸税）
唐においては全国の民を戸籍に登録し、その戸籍に基づいて農地を支給する均田制とその支給にたいして一定額の租（田租）・庸（賦役）・調（人頭税、麻布と絹帛）を収めさせる租庸調制が行われていた。
しかし武則天に因る新興富裕層優遇を目的とした土地売買制限解除に因って、農家が富商豪農に土地を奪われて租調の負担が不可能に陥り、本籍地から逃げ出す逃戸と呼ばれる現象が顕著に増加した。逃戸が増えるとその分税収が減ることとなる。これに対して唐政府は逃戸を逃亡先で新たに戸籍に登録する（これを客戸と呼ぶ）括戸政策を行い、一定の成果を挙げた。しかし安史の乱による動乱の中で唐政府が把握できる戸数は実態の半数以下に減少する。
この徴収額の減少を埋めるために、租庸調の租を地税・庸を資課（賦役の代銭化）・調を戸税へ改めて資産を課税対象に加え、青苗銭その他の雑税を省いて簡素化された税法が施行された。それが両税法である。安史の乱以前からこれらの税はあったが、乱以降の富商豪農に因る土地兼併と客戸の増加により大幅に増額した。

### 両税法
建中元年（780年）、徳宗の宰相楊炎の建議により、それまでの両税に加え賦役，色役，雑税等を整理した両税法が立法され施行された。
両税法の骨子は以下のようなものである。
1. 両税への一本化。
  - 戸税・地税・賦役を両税に組込み、前述の青苗銭などの雑税を除く。これには藩鎮の勝手な徴収を防ぐ意味もあったが、藩鎮に額外の徴税を許可したため民衆の負担が酷いものに陥った。
2. 6月に麦を納める夏税、11月に粟・稲を納める秋税の二回徴収とする。
  - 当時華北では麦の栽培と粉食が一般的になり、麦と粟の二年三毛作が行われていた[12][13]。
3. 戸を対象に課税し、それまでの人頭に加え資産の多寡によって税額が変わる。
  - それまでの丁男に加えそれ以外の戸員にも課税、加えて戸ごとに財産を計って課税。
4. 量入制出から量出制入への移行。
  - まず必要な予算を先に決め、両税以外の歳入を全て計算。予算に足りない分を両税の税額とした。
5. 資産計算は銭で換算
  - 納税も銭を主とし現物は従の折納とした。
  - 但し当時農村では銅銭の流通は十分で無く、帛布の価値が下がって農民は困窮に陥った。
6. 主戸・客戸の区別の撤廃。
  - 主戸・客戸の区別なく生業に資する資産を所有するならば課税する。逆に佃戸[注釈 1]などには課税されない。

租庸調制では租の納期を12月末、庸調の納期を9月末としていたが、これは華北における粟（租）、蚕・大麻（庸調）の収穫時期に合わせたものであった。その後の麦作・豆作の盛行や寒冷化の進行、華北から江南への新しい農業技術（田植え法・麦作・蚕の品種改良）の伝播や二毛作の導入に伴う農業生産構造の変化、安史の乱による華北農作地帯の壊滅によって江南からの租税への依存が高くなり、江南における麦絹（夏税）、稲粟苧麻（冬税）の収穫時期に合わせた2に変更された。もっとも、この納税時期の変更は豆や大麻の収穫時期の遅い華北には不利である為、2の原則にもかかわらず実際の運営では地域によっては3回（恐らく、旧庸調の9月末）に分けて納付される事も認められていた（『旧唐書』食貨志上・『新唐書』楊炎伝）。
5は商業活動の活発化を示すものである。また、安史の乱をきっかけとした塩の専売制強化をきっかけに農民生活に貨幣が必要になった事や財政難を貨幣発行で賄おうとした政策との関わりも指摘されている 。

### 両税法の影響
両税法の施行により布帛を筆頭に現物の価値が低下して、銭重貨軽となり農民の経済的地位が低下してしまい、また版籍の把握が紊乱した状況では地主，富商の脱税は容易であって賦税の負担は一般農民へ転嫁され、以降の唐では地主，富商に因る一般農民の収奪と土地兼併が更に加速することになる。ただし形式的には唐滅亡まで均田制・租庸調制は続いた。
銭納を原則としたことで農民に貨幣を持つことを義務付けることになり、商業活動を更に活発にする。だが、その反面において全国の農民が納税用の貨幣を持つために一斉に作物を換金する必要性に迫られて物価の下落や商人による買い叩きが生じた。そこで809年には、公定価格に基づく物納との折納を容認し、821年にはこれが拡大された。更に五代十国時代下では（貨幣制度が混乱した事もあって）絹帛と貨幣の2本立てとなり、ついで北宋の1000年には絹帛その他の現物も正税に加えて、これ以後は銭納原則から納税金額を元にして算出される折納制へと変わっていった。更に明では積極的な農業重視政策を背景に穀物による納税を基本とした。
その後の五代十国時代・北宋・元・明と両税法は受け継がれていく。明代中期になると付加税が増えて複雑化したため、一条鞭法が施行されて両税法は廃止された。